# 学級崩壊
学級崩壊（がっきゅうほうかい）とは、学級が集団教育の機能を果たせない状況が継続し、通常の手法では問題解決が図れない状態に陥った状況を指す。主に日本の小学校に関して1990年代後半に新聞やテレビなどのマスコミが使うようになって広まった表現とされている。

## 日本における問題

### 定義
1999年、当時の文部省（文部科学省の前身）の研究委嘱を受けた国立教育研究所（国立教育政策研究所の前身）は、「学級経営研究会」を組織し、マスコミが「学級崩壊」という表現で報じていた状況について小学校における大規模な聞き取り調査を行った。その中間まとめとして公表された報告書の中では、次のような記述により「学級崩壊」という表現を避けながら「学級がうまく機能しない状況」を次のように定義している。
学級経営研究会の最終報告でもこの認識が継承されたが、この「学級がうまく機能しない状況」の定義はそのまま「学級崩壊」の定義として議論されることが一般的である。
学級崩壊は、教育・社会問題としてマスコミなどに取り上げられている。1998年には、『NHKスペシャル』で「広がる学級崩壊」がテーマとして取り上げられた。

### 小学校1年生の学級崩壊（小1プロブレム）
1年生の学級崩壊は、特に入学直後の児童に多く見られることから、一口に教育といっても遊びを通じた情操教育やコミュニケーション能力の育成が中心となる幼稚園・保育園から、学習が中心となる小学校への環境の大幅な変化に対応できにくい点が指摘されており、マスメディアでは「小1プロブレム」と呼ぶことが増えている。東京都教育委員会が全国の大学の教職課程の調査を開始したり、幼稚園・保育園と小学校との連携を模索する動きがある。

### 原因
学級崩壊を生む背景は親の問題である、と尾木はしている。

#### 母親の状況
- 仕事に疲れている、仕事のストレスを持ち帰る
- 愛がない、自分のことに一生懸命、子供に無関心
- 子供と一緒に身体を使って遊ばない
- 大人になっていない、わがまま、善悪の区別がつかない
- ブランド服志向[12]

#### 父親の状況
- 性役割が揺らいで、母親のようになっている父親の増加
- 当人が思春期から抜けていない

理想は、いざとなれば怒ってくれる、高い理念とモラルを有する民主主義的な「お父さん」である。

#### 小学校入学以前の幼児期
小学校低学年の現象は幼児期の発達保障の困難に要因がある。
- 幼児期の生活の基本の崩れ：朝食抜き、夜型
- 幼児期の他者との交わりの欠如（遊びの喪失、少子化、早期教育等）
- 幼児期の親子関係の不全（受容の消滅、スキンシップの欠如）[15]
- 母の愛情不足、親に甘えられない
- テレビ漬け、人間関係の希薄化
- 親の未熟さ[16]
- 子供として扱われず、自信を与えられず、自尊心が育てられていない[17]
- 親がビシッと言えない、弱い、しつけがいい加減[18]

#### 小学校低学年
- お稽古ごとによる忙しさ
- 甘えられない、学校からも親からも必要以上に「良い子」を求められる[16]
- 親同士の結びつきが弱い[19]
- 親が、物・旅行・おしゃれ等が子供の幸せと考え、お金ばかり与える[20]

#### 小学校高学年
これまでの中学校の荒れた状況の、低年齢化が起きている。
- 学習の負荷、中学受験のストレス
- 思春期の苛つき[21]

#### 小学校側の状況
- 暴力教師の存在[22]
- 画一主義[23]
- 保育園、幼稚園が1990年ごろから「自由保育」路線に変化したが、小学校側は変わっていないため、入学時の段差が大きくなった[24]

#### 日本社会の状況
- 今の社会では我慢や協調性は無意味であり、自分を基準にすることが尊重されるが、それと同時に必要な公共性の考慮がテレビ文化等に欠けている[25]

### 対策案
尾木直樹によれば、戦後の成果を活かし、個人主義に基づき民主主義を成熟させ、自己決定の力を大人も子供も向上させるべきであり、次の4つの領域で良い状況を目指すべきとされる。
1. 学校において、授業 観の転換など発展的な方策を採る
2. 崩壊しつつある家庭に期待せず、幼児期教育を転換する
3. 社会や地域の力を活かす、子育ての社会化
4. 国レベルで、子供と大人がパートナーシップで共生する社会を創る[27]

具体例を挙げる。
- 教師は、家庭で愛情不足の子供達を受け止めよく話を聴く[28]
- 集団性、協調性と無縁な今の社会に合わせ、児童が参画する学校民主主義を進める[29]
- 授業のやり方を「納得しないと動かない」現代の子供に適合させる[30]
  - 小学校一年生男子が、ちゃんと座るよう指導された際に、「これは僕の人生ですから自分で決めさせて下さい」と答えた事例があり、このような素晴らしさを伸ばすべきである[31]。
- 親は、従来のように国の権威の傘下に生きる親から、新しい世紀の、友達親子でもない、子供と共に成長する誠実な親を目指す[32]
- 一人担任制の状況を減らす[33]
- 学校は常に「担任いじめ」の構造が起きていないか注意する[34]。

入学式・始業式からの一週間は「黄金の一週間」といわれており、この期間に学級・学年で構成的グループ・エンカウンターなどの人間関係づくりのプログラムを実施し、互いを尊重する人間関係を体験を通して学べるよう支援することが大切とされる。
また、他者の規範意識を知るためのコミュニケーションの活性化を通して、周りのクラスメイトが実は高い規範意識を持っていることを認識できるようサポートすることが、一定の抑止力となることを示唆する研究もある。

## 欧州における問題

### イギリス
イギリスには「授業を妨害する生徒」（disruptive pupils）という教育問題があり日本の学級崩壊問題と共通の性格をもつとされている。2003年1月のBBCの報道では、ある調査の対象となった教師の3分の1が5年以内の辞職を予定しており、その最も大きな理由が授業を妨害する生徒の増加であった。
2005年5月、イギリスの教育技能省は学校における規律の確立等のため現職の校長や教師で構成される専門家委員会を設置した。

### ドイツ
ドイツベルリン市のノイケルン区でも移民系生徒による暴力で学校崩壊した学校の全教員が廃校をベルリン市に要望する事態も起きた。

## 関連文献
- 原田隆史著『本気の教育でなければ子どもは変わらない』旺文社（2003/10）、ISBN 4010550252
- 村上龍著『教育の崩壊という嘘』日本放送出版協会（2001/2）、ISBN4140805838
- チャールズ・E・シルバーマン著『教室の危機 学校教育の全面的再検討』サイマル出版会、1973年
- 川上源太郎著『学校は死んだ』ごま書房、1973年
- 朝日新聞取材班『学級崩壊』朝日新聞社、1999年 - 世間的に大きく注目されるきっかけとなった。
- 小林正幸『学級再生』講談社（講談社現代新書）、2001年 - 教育臨床心理学の立場から解説。
- 大石勝男他著『学級づくりにいきづまった時』国土社、1996年 - 学級経営論。
- 今泉博著『崩壊クラスの再建』学要書房、1998年 - 崩壊クラス再建というよりも、著者の実践記録。
- 金子保著『学級崩壊・授業困難はこうして乗りこえる』小学館、2001年 - 学級崩壊についての包括的な解説書。
- 向山洋一編著『学級崩壊からの生還』扶桑社、1999年 - 学級崩壊を克服した教師たちの実践記録。
- 宗内敦著『教師の権威と指導力』書肆彩光（2012/5）